# Rambling Rose (chanson)
Rambling Rose est une chanson de Joe Burke (en) et Joseph McCarthy (en). Elle est enregistrée par Perry Como et sort le 30 décembre 1947 sous le label RCA Victor Records (20-2947). La chanson reste classée quatorze semaines au Top Country Albums, atteignant la 18e place.

## Reprises
La chanson est  reprise par les artistes suivants :
- Gordon MacRae, le 23 juillet 1948 au label Capitol Records (15178).
- George Paxton (en) et son Orchestre.
- Nat King Cole (1962)[2].
- Jerry Lee Lewis l'enregistrera le 21 septembre 1961 et elle sera publiée le 19 janvier 1962 en face B du 45 tours : I've Been Twistin', édité par Sun Records.

## Source de la traduction
- (en) Cet article est partiellement ou en totalité issu de l’article de Wikipédia en anglais intitulé « Rambling Rose (1948 song) » (voir la liste des auteurs).